# Gauliga Bayern 1937/38
Die Gauliga Bayern 1937/38 war die fünfte Spielzeit der Gauliga Bayern im Fußball. Der 1. FC Nürnberg sicherte sich ungefährdet seinen dritten Gaumeistertitel in Folge und zog im Weltmeisterschaftsjahr erneut in die Endrunde um die deutsche Meisterschaft ein. Hier musste der FCN aber nach zwei Niederlagen gegen den späteren Sensationsmeister Hannover 96 bereits nach der Vorrunde die Segel streichen. Der FC Wacker München und Ingolstadt-Ringsee mussten aus der Gauliga absteigen, in den Aufstiegsrunden zur Runde 1938/39 setzten sich die Vorjahresabsteiger VfB Coburg der inzwischen als Betriebssportgemeinschaft Neumeyer Nürnberg antretende ASV Nürnberg durch.

## Abschlusstabelle
| Pl. | Verein                    | Sp. | S  | U | N  | Tore    | Quote | Punkte |
| --- | ------------------------- | --- | -- | - | -- | ------- | ----- | ------ |
| 1.  | 1. FC Nürnberg (M)        | 18  | 11 | 5 | 2  | 035:160 | 2,19  | 27:90  |
| 2.  | TSV 1860 München          | 18  | 9  | 5 | 4  | 042:270 | 1,56  | 23:13  |
| 3.  | SSV Jahn Regensburg (N)   | 18  | 9  | 4 | 5  | 034:240 | 1,42  | 22:14  |
| 4.  | SpVgg Fürth               | 18  | 9  | 4 | 5  | 038:330 | 1,15  | 22:14  |
| 5.  | FC Bayern München         | 18  | 8  | 3 | 7  | 037:290 | 1,28  | 19:17  |
| 6.  | BC 1907 Augsburg          | 18  | 6  | 5 | 7  | 026:270 | 0,96  | 17:19  |
| 7.  | 1. FC Schweinfurt 05      | 18  | 7  | 3 | 8  | 029:400 | 0,73  | 17:19  |
| 8.  | SSV Schwaben Augsburg (N) | 18  | 4  | 4 | 10 | 031:440 | 0,70  | 12:24  |
| 9.  | FC Wacker München         | 18  | 4  | 3 | 11 | 025:320 | 0,78  | 11:25  |
| 10. | VfB Ingolstadt-Ringsee    | 18  | 4  | 2 | 12 | 015:400 | 0,38  | 10:26  |

| (M) | Titelverteidiger                       |
| (N) | Aufsteiger aus der Bezirksliga 1936/37 |

## Aufstiegsrunde

### Gruppe Nord
Qualifikation:
|            | Ergebnis |              |
| ---------- | -------- | ------------ |
| VfB Coburg | 3:2      | VfB Bayreuth |

Abschlusstabelle:
| Platz | Verein             | Spiele | Tore | Quote | Punkte |
| ----- | ------------------ | ------ | ---- | ----- | ------ |
| 1.    | VfB Coburg         | 4      | 8:4  | 2,00  | 6:2    |
| 2.    | Würzburger Kickers | 4      | 7:9  | 0,78  | 2:4    |
| 3.    | BSG Witt Weiden    | 4      | 5:7  | 0,71  | 2:4    |

### Gruppe Süd
Qualifikation:
|                           | Gesamt |                         | Hinspiel | Rückspiel |
| ------------------------- | ------ | ----------------------- | -------- | --------- |
| WKG BSG Neumeyer Nürnberg | 5:0    | Bayern Kickers Nürnberg | 1:0      | 4:0       |
| PSV München               | 3:0    | SpVgg Sendling          | 1:0      | 2:0       |

Abschlusstabelle:
| Platz | Verein                         | Spiele | Tore  | Quote | Punkte |
| ----- | ------------------------------ | ------ | ----- | ----- | ------ |
| 1.    | WKG BSG Neumeyer Nürnberg      | 4      | 10:20 | 5,00  | 8:0    |
| 2.    | PSV München                    | 4      | 07:60 | 1,17  | 4:4    |
| 3.    | Turn- und Sport-Union Augsburg | 4      | 01:10 | 0,10  | 0:8    |